# 華興街 (士林區)
華興街（通用漢語：HuaXing St.，威妥瑪拼音：Huahsing St.），為臺灣臺北市士林區福佳里之道路。全線位於士林區境內，柏油路面銑鋪。於1977年之臺北市街道圖之中並無此名稱，但已經有此街道，並且也有住戶在此。本路段起自中正路，迄於中興街之華聲公園（當時為草原）。原先北投區之華興街已經更改成石牌路二段68巷，然而本華興街仍存在。
道路兩側為內政部營建署規定之第三種住宅區和第三之一種住宅區。地段屬於陽明段三小段。

## 道路沿途地標
（由南至北）
- 上海商業儲蓄銀行 士林分行(道路起點，地址為中正路)
- 7-ELEVEN 福鑫門市(道路起點，地址為中正路)
- 華聲公園(道路終點)

## 街廓
| 備註        | 圖示 | 備註               |
| ----------- | ---- | ------------------ |
| 中興街      |      | 中興街 35號        |
| 住宅區 39號 |      | 單線道（往北）40號 |
| 住宅區      |      | 單線道（往北）     |
| 住宅區 1號  |      | 單線道（往北）2號  |
| 中正路328號 |      | 中正路326號        |
| 中正路345號 |      | 中正路345號        |

### 簡介
- 道路東側住宅：2-40號
- 道路西側住宅：1-39號
- 道路為單向單線道，由南向北

## 資料來源
1. ↑  . 中央研究院人社中心地理資訊科學專題研究中心.   [2020-01-02]. （原始内容存档于2021-12-19）. 臺北市街道圖(1977)、臺北市行政區域圖(1983)
2. ↑  {{cite webtitle=臺北市路名的由來(天龍城)|url=https://site.douban.com/123095/widget/forum/4422719/discussion/40913707/]}[]
3. ↑  . 中華民國內政部營建署.   [2019-12-02]. （原始内容存档于2020-03-23）.
4. ↑  中央研究院 地理資訊科學研究專題中心 段籍圖[NLSC] 開放資料